# 원자현
원자현(본래 1984년 1월 28일 개띠 음력 1983년 12월 26일 돼지띠 ~ )은 대한민국의 방송인이다. 경원대학교를 졸업하였다.

## 학력
- 경원대학교
- 이화여자대학교 정책과학대학원 언론홍보학전공 석사과정 재학

## 경력
- 안동 MBC 리포터
- 웨더 뉴스 6기 글로벌 모바일 웨더자키

## 진행 프로그램

### 현재
- QBS 《호모 엡플리쿠스》
- 교통방송 《생생 스포츠 in 서울》
- 국방FM 《건빵과 별사탕》
- ETN 《미녀들의 시크릿 노트》

### 과거
- MBC 《스포츠 하이라이트》 : 2009.4.28 ~ 2011.10.28
- KBS1 《남북의 창》 리포터 : 2009.10.24 ~ 2010.5.8
- 온게임넷 《게임 정보 상황실 GP》 : 2011.1.28 ~ 2012.2.16
- 손바닥TV 《원자현 박은지의 모닝쇼》 : 2012.1.9 ~ 2012.7.6
- XTM 《남자공감 랭크쇼 M16》 : 2011.3.31 ~ 2013.8.8
- MBC Every 1 《나인 투 식스》 :  2013.4.19 ~ 2013.6.21
- 스카이 스포츠 분데스리가 쇼

## 같이 보기
- 채령
- 배수연
- 윤서희
- 허준
- 성승헌
- 온상민
- 정소림
- 최군
- 이재은 (MBC 아나운서)[1]